# Máximo González
Máximo González (Tandil, 20 juli 1983) is een Argentijnse tennisspeler. Hij heeft elf ATP-toernooien in het dubbelspel gewonnen. Ook stond hij vier keer in het dubbelspel in een finale van een ATP-toernooi. Hij deed al mee aan Grand Slams. Hij heeft 17 challengers in het enkelspel en 29 challengers in het dubbelspel op zijn naam staan.

## Palmares
| Legenda                       | Legenda               |
| ----------------------------- | --------------------- |
| Grand Slam                    |                       |
| Olympische Spelen             |                       |
| tot 2009                      | vanaf 2009            |
| Tennis Masters Cup            | ATP Finals            |
| ATP Masters Series            | ATP Tour Masters 1000 |
| ATP International Series Gold | ATP Tour 500          |
| ATP International Series      | ATP Tour 250          |

### Palmares enkelspel
| Nr.                  | Datum             | Toernooi                 | Ondergrond | Tegenstander in finale | Score         |
| -------------------- | ----------------- | ------------------------ | ---------- | ---------------------- | ------------- |
| gewonnen challengers |                   |                          |            |                        |               |
| 1.                   | 6 augustus 2007   | Vigo                     | Gravel     | Marc López             | 6-2, 6-4      |
| 2.                   | 13 augustus 2007  | Cordenons                | Gravel     | Mariano Puerta         | 2-6, 7-5, 7-5 |
| 3.                   | 27 augustus 2007  | Como                     | Gravel     | Christophe Rochus      | 7-6, 6-4      |
| 4.                   | 3 september 2007  | Brașov                   | Gravel     | Olivier Patience       | 6-4, 6-3      |
| 5.                   | 7 juli 2008       | San Benedetto del Tronto | Gravel     | Diego Junqueira        | 6-4, 7-6      |
| 6.                   | 19 januari 2009   | Iquique                  | Gravel     | Guillermo Hormazábal   | 6-4, 6-4      |
| 7.                   | 9 maart 2009      | Santiago (1)             | Gravel     | Mariano Zabaleta       | 6-4, 6-3      |
| 8.                   | 27 september 2010 | Montevideo               | Gravel     | Pablo Cuevas           | 1-6, 6-3, 6-4 |
| 9.                   | 4 oktober 2010    | Buenos Aires             | Gravel     | Pablo Cuevas           | 6-4, 6-3      |
| 10.                  | 7 maart 2011      | Santiago (2)             | Gravel     | Éric Prodon            | 7-5, 0-6, 6-2 |
| 11.                  | 19 september 2011 | Campinas                 | Gravel     | Caio Zampieri          | 6-3, 6-2      |
| 12.                  | 27 april 2014     | Santos                   | Gravel     | Gastão Elias           | 7-5, 6-3      |
| 13.                  | 15 juni 2014      | Blois                    | Gravel     | Gastão Elias           | 6-2, 6-3      |
| 14.                  | 29 juni 2014      | Padua                    | Gravel     | Albert Ramos Viñolas   | 6-3, 6-4      |
| 15.                  | 7 juni 2015       | Mestre                   | Gravel     | Jozef Kovalík          | 6-1, 6-3      |
| 16.                  | 18 oktober 2015   | Corrientes               | Gravel     | Diego Schwartzman      | 3-6, 7-5, 6-4 |
| 17.                  | 22 oktober 2016   | Santiago-2               | Gravel     | Rogério Dutra da Silva | 6-2, 7-6      |

### Palmares dubbelspel
| Nr.                               | Datum             | Toernooi               | Ondergrond | Partner           | Tegenstanders in finale                               | Score                  | Details |
| --------------------------------- | ----------------- | ---------------------- | ---------- | ----------------- | ----------------------------------------------------- | ---------------------- | ------- |
| gewonnen finales mannendubbelspel |                   |                        |            |                   |                                                       |                        |         |
| 1.                                | 20 april 2008     | ATP Valencia           | Gravel     | Juan Mónaco       | Travis Parrott Filip Polášek                          | 7-5, 7-5               | details |
| 2.                                | 26 juli 2015      | ATP Umag               | Gravel     | André Sá          | Mariusz Fyrstenberg Santiago González                 | 4-6, 6-3, [10-5]       | details |
| 3.                                | 10 april 2016     | ATP Marrakesh          | Gravel     | Guillermo Durán   | Marin Draganja Aisam-ul-Haq Qureshi                   | 6-2, 3-6, [10-6]       | details |
| 4.                                | 4 maart 2018      | ATP São Paulo (1)      | Gravel     | Federico Delbonis | Wesley Koolhof Artem Sitak                            | 6-4, 6-2               | details |
| 5.                                | 17 februari 2019  | ATP Buenos Aires       | Gravel     | Horacio Zeballos  | Diego Schwartzman Dominic Thiem                       | 6-1, 6-1               | details |
| 6.                                | 24 februari 2019  | ATP Rio de Janeiro (1) | Gravel     | Nicolás Jarry     | Thomaz Bellucci Rogério Dutra da Silva                | 6-7(3), 6-3, [10-7]    | details |
| 7.                                | 2 maart 2019      | ATP São Paulo (2)      | Gravel (i) | Federico Delbonis | Luke Bambridge Jonny O'Mara                           | 6-4, 6-3               | details |
| 8.                                | 18 januari 2020   | ATP Adelaide           | Hardcourt  | Fabrice Martin    | Ivan Dodig Filip Polášek                              | 7-6(12), 6-3           | details |
| 9.                                | 14 maart 2021     | ATP Santiago           | Gravel     | Simone Bolelli    | Federico Delbonis Jaume Munar                         | 7-6(4), 6-4            | details |
| 10.                               | 29 mei 2021       | ATP Parma              | Gravel     | Simone Bolelli    | Oliver Marach Aisam-ul-Haq Qureshi                    | 6-3, 6-3               | details |
| 11.                               | 26 juni 2021      | ATP Mallorca           | Gras       | Simone Bolelli    | Novak Djokovic Carlos Gómez-Herrera                   | Walk-over              | details |
| 12.                               | 16 oktober 2022   | ATP Gijón              | Hardcourt  | Andrés Molteni    | Nathaniel Lammons Jackson Withrow                     | 6-7(6), 7-6(4), [10-5] | details |
| 13.                               | 12 februari 2023  | ATP Córdoba            | Gravel     | Andrés Molteni    | Nathaniel Lammons Sadio Doumbia                       | 6–4, 6–4               | details |
| 14.                               | 26 februari 2023  | ATP Rio de Janeiro (2) | Gravel     | Andrés Molteni    | Juan Sebastián Cabal Marcelo Melo                     | 6–1, 7–6(3)            | details |
| 15.                               | 23 april 2023     | ATP Barcelona          | Gravel     | Andrés Molteni    | Wesley Koolhof Neal Skupski                           | 6–3, 6–7(8), [10–4]    | details |
| 16.                               | 6 augustus 2023   | ATP Washington         | Hardcourt  | Andrés Molteni    | Mackenzie McDonald Ben Shelton                        | 6–7(4), 6–2, [10–8]    | details |
| 17.                               | 20 augustus 2023  | ATP Cincinnati         | Hardcourt  | Andrés Molteni    | Jamie Murray Michael Venus                            | 3–6, 6–1, [11–9]       | details |
| verloren finales mannendubbelspel |                   |                        |            |                   |                                                       |                        |         |
| 1.                                | 3 februari 2008   | ATP Viña del Mar       | Gravel     | Juan Mónaco       | José Acasuso Sebastián Prieto                         | 1-6, 0-3 opgave        | details |
| 2.                                | 10 februari 2019  | ATP Córdoba            | Gravel     | Horacio Zeballos  | Roman Jebavý Andrés Molteni                           | 4-6, 6-7(4)            | details |
| 3.                                | 28 juni 2019      | ATP Eastbourne         | Gras       | Horacio Zeballos  | Juan Sebastián Cabal Robert Farah Maksoud             | 6-3, 6-7(4), [6-10]    | details |
| 4.                                | 22 mei 2021       | ATP Genève             | Gravel     | Simone Bolelli    | John Peers Michael Venus                              | 2-6, 5-7               | details |
| 5.                                | 1 mei 2022        | ATP Estoril            | Gravel     | André Göransson   | Nuno Borges Francisco Cabral                          | 2-6, 3-6               | details |
| 6.                                | 21 mei 2022       | ATP Lyon               | Gravel     | Marcelo Melo      | Ivan Dodig Austin Krajicek                            | 3-6, 4-6               | details |
| Gewonnen challengers herendubbel  |                   |                        |            |                   |                                                       |                        |         |
| 1.                                | 14 november 2005  | Aracaju (1)            | Gravel     | Sergio Roitman    | Carlos Berlocq Martín Vassallo Argüello               | 6-4, 6-7(7), 6-3       |         |
| 2.                                | 23 januari 2006   | Santiago (1)           | Gravel     | Sergio Roitman    | Jorge Aguilar Felipe Parada                           | 6-4, 6-3               |         |
| 3.                                | 10 april 2006     | Florianópolis          | Gravel     | Sergio Roitman    | Thiago Alves Julio Silva                              | 6-2, 3-6, [10-5]       |         |
| 4.                                | 7 augustus 2006   | San Marino             | Gravel     | Sergio Roitman    | Jérôme Haehnel Julien Jeanpierre                      | 6-3, 6-4               |         |
| 5.                                | 23 oktober 2006   | Montevideo             | Gravel     | Sergio Roitman    | Guillermo Cañas Martín García                         | 6-3, 7-6(5)            |         |
| 6.                                | 30 oktober 2006   | Aracaju (2)            | Gravel     | Sergio Roitman    | Tomas Behrend Marcel Granollers                       | 7-6(6), 3-6, [10-6]    |         |
| 7.                                | 27 augustus 2007  | Como                   | Gravel     | Simone Vagnozzi   | Flavio Cipolla Marco Pedrini                          | 7-6(5), 6-4            |         |
| 8.                                | 20 oktober 2008   | Buenos Aires (1)       | Gravel     | Sebastián Prieto  | Thomaz Bellucci Rubén Ramírez Hidalgo                 | 7-5, 6-3               |         |
| 9.                                | 6 juli 2009       | Scheveningen           | Gravel     | Lucas Arnold Ker  | Thomas Schoorel Nick Van Der Meer                     | 7-5, 6-2               |         |
| 10.                               | 7 maart 2011      | Santiago (2)           | Gravel     | Horacio Zeballos  | Guillermo Rivera Aránguiz Cristobal Saavedra-Corvalan | 7-3, 6-4               |         |
| 11.                               | 22 september 2013 | Campinas (1)           | Gravel     | Guido Andreozzi   | Thiago Alves Thiago Monteiro                          | 6-4, 6-4               |         |
| 12.                               | 29 september 2013 | Porto Alegre           | Gravel     | Guillermo Durán   | Víctor Estrella Burgos João Souza                     | 3-6, 6-1, [10-5]       |         |
| 13.                               | 13 oktober 2013   | San Juan               | Gravel     | Guillermo Durán   | Martín Alund Facundo Bagnis                           | 6-3, 6-0               |         |
| 14.                               | 27 oktober 2013   | Buenos Aires (2)       | Gravel     | Diego Schwartzman | André Ghem Rogério Dutra da Silva                     | 6-3, 7-5               |         |
| 15.                               | 13 april 2014     | Itajaí                 | Gravel     | Eduardo Schwank   | André Sá João Souza                                   | 6-2, 6-3               |         |
| 16.                               | 27 april 2014     | Santos (1)             | Gravel     | Andrés Molteni    | Guillermo Durán Renzo Olivo                           | 7-5, 6-4               |         |
| 17.                               | 22 juni 2014      | Milaan                 | Gravel     | Guillermo Durán   | James Cerretani Frank Moser                           | 6-3, 6-3               |         |
| 18.                               | 6 juli 2014       | Todi (1)               | Gravel     | Guillermo Durán   | Riccardo Ghedin Claudio Grassi                        | 6-1, 3-6, [10-7]       |         |
| 19.                               | 15 november 2014  | Guayaquil              | Gravel     | Guido Pella       | Pere Riba Jordi Samper Montaña                        | 2-6, 7-6(3), [10-5]    |         |
| 20.                               | 26 april 2015     | Santos (2)             | Gravel     | Roberto Maytín    | Andrés Molteni Guido Pella                            | 6-4, 7-6(4)            |         |
| 21.                               | 12 juli 2015      | Todi (2)               | Gravel     | Flavio Cipolla    | Andreas Beck Peter Gojowczyk                          | 6-4, 6-1               |         |
| 22.                               | 25 oktober 2015   | Santiago-2             | Gravel     | Guillermo Durán   | Andrej Martin Hans Podlipnik Castillo                 | 7-6(2), 7-5            |         |
| 23.                               | 9 januari 2016    | Mendoza                | Gravel     | José Hernández    | Julio Peralta Horacio Zeballos                        | 4-6, 6-3, [10-1]       |         |
| 24.                               | 17 januari 2016   | Buenos Aires (3)       | Gravel     | Facundo Bagnis    | Sergio Galdós Christian Lindell                       | 6-1, 6-2               |         |
| 25.                               | 25 september 2016 | Santos (3)             | Gravel     | Sergio Galdós     | Fabrício Neis Rogério Dutra da Silva                  | 6-3, 5-7, [14-12]      |         |
| 26.                               | 19 maart 2017     | Buenos Aires (4)       | Hardcourt  | Andrés Molteni    | Guido Andreozzi Guillermo Durán                       | 6-1, 6-7(6), [10-5]    |         |
| 27.                               | 8 juli 2017       | Marburg                | Gravel     | Fabrício Neis     | Rameez Junaid Ruan Roelofse                           | 6-3, 7-6(4)            |         |
| 28.                               | 8 oktober 2017    | Campinas (2)           | Gravel     | Fabrício Neis     | Gastão Elias Jose Pereira                             | 6-1, 6-1               |         |
| 29.                               | 26 november 2017  | Rio de Janeiro         | Gravel     | Fabrício Neis     | Marcelo Arévalo Miguel Ángel Reyes-Varela             | 5-7, 6-4, [10-4]       |         |

## Resultaten grandslamtoernooien
| Legenda | Legenda                          |
| ------- | -------------------------------- |
| g.t.    | geen toernooi gehouden           |
| l.c.    | lagere categorie                 |
| –       | niet deelgenomen                 |
| G       | uitgeschakeld in de groepsfase   |
| 1R      | uitgeschakeld in de eerste ronde |
| 2R      | uitgeschakeld in de tweede ronde |
| 3R      | uitgeschakeld in de derde ronde  |
| 4R      | uitgeschakeld in de vierde ronde |
| KF      | uitgeschakeld in de kwartfinale  |
| HF      | uitgeschakeld in de halve finale |
| F       | de finale verloren               |
| W       | het toernooi gewonnen            |
| w-v     | winst/verlies-balans             |

### Enkelspel
| Grandslamtoernooien  |      |      |      |      |      |      |      |
| Australian Open      | –    | –    | –    | –    | –    | –    | 1R   |
| Roland Garros        | 2R   | 3R   | –    | 1R   | –    | –    | 1R   |
| Wimbledon            | –    | 1R   | 1R   | 1R   | –    | –    | –    |
| US Open              | 1R   | 2R   | 1R   | 1R   | 2R   | 1R   | –    |
| ATP Finals           |      |      |      |      |      |      |      |
| ATP Finals           | –    | –    | –    | –    | –    | –    | –    |
| ATP Masters 1000     |      |      |      |      |      |      |      |
| Indian Wells         | –    | –    | –    | –    | –    | –    | –    |
| Miami                | –    | –    | –    | –    | –    | –    | –    |
| Monte Carlo          | –    | –    | –    | 2R   | –    | –    | –    |
| Rome                 | –    | –    | –    | –    | –    | –    | –    |
| Hamburg              | –    | l.c. | l.c. | l.c. | l.c. | l.c. | l.c. |
| Madrid               | –    | –    | –    | –    | –    | –    | –    |
| Montreal/Toronto     | –    | –    | –    | –    | –    | –    | –    |
| Cincinnati           | –    | –    | –    | –    | –    | –    | –    |
| Shanghai             | g.t. | –    | –    | –    | –    | –    | –    |
| Parijs               | –    | –    | –    | –    | –    | –    | –    |
| Olympische Spelen    |      |      |      |      |      |      |      |
| Olympische Spelen    | –    | g.t. | g.t. | g.t. | g.t. | g.t. | g.t. |
| Statistieken         |      |      |      |      |      |      |      |
| Totaal aantal titels | 0    | 0    | 0    | 0    | 0    | 0    | 0    |
| Eindejaarsranking    | 125  | 66   | 141  | 121  | 158  | 103  | 147  |

### Dubbelspel
| Grandslamtoernooien  |      |      |      |      |      |      |      |      |      |      |      |      |      |      |      |
| Australian Open      | 1R   | –    | –    | –    | –    | 1R   | –    | 1R   | –    | 3R   | 2R   | 3R   | –    | 1R   |      |
| Roland Garros        | –    | –    | –    | 2R   | KF   | 3R   | 1R   | –    | KF   | 1R   | 2R   | 3R   | 2R   | KF   |      |
| Wimbledon            | –    | 1R   | 1R   | 1R   | –    | –    | 2R   | –    | 3R   | 3R   | g.t. | HF   | 1R   | 2R   |      |
| US Open              | HF   | 2R   | 2R   | 2R   | 1R   | –    | 1R   | –    | KF   | –    | 2R   | 2R   | 1R   | KF   |      |
| ATP Masters 1000     |      |      |      |      |      |      |      |      |      |      |      |      |      |      |      |
| Indian Wells         | –    | –    | –    | –    | –    | –    | –    | –    | –    | 1R   | g.t. | 2R   | –    | HF   |      |
| Miami                | –    | –    | –    | –    | –    | –    | –    | –    | –    | KF   | g.t. | 1R   | KF   | KF   |      |
| Monte Carlo          | –    | –    | –    | –    | –    | –    | –    | –    | –    | HF   | g.t. | –    | –    | 2R   |      |
| Hamburg              | –    | l.c. | l.c. | l.c. | l.c. | l.c. | l.c. | l.c. | l.c. | l.c. | l.c. | l.c. | l.c. | l.c. | l.c. |
| Madrid               | –    | 1R   | –    | –    | –    | –    | –    | –    | –    | 2R   | g.t. | –    | 1R   | 1R   |      |
| Rome                 | –    | –    | –    | –    | –    | –    | –    | –    | –    | KF   | 2R   | 1R   | HF   | 1R   |      |
| Montreal/Toronto     | –    | –    | –    | –    | –    | –    | –    | –    | –    | –    | g.t. | 2R   | –    | 1R   |      |
| Cincinnati           | –    | –    | –    | –    | –    | –    | –    | –    | –    | –    | –    | 1R   | –    | W    |      |
| Shanghai             | g.t. | –    | –    | –    | –    | –    | –    | –    | 2R   | –    | g.t. | g.t. | g.t. | KF   |      |
| Parijs               | –    | –    | –    | –    | –    | –    | –    | –    | 1R   | 2R   | –    | 1R   | –    |      |      |
| Olympische Spelen    |      |      |      |      |      |      |      |      |      |      |      |      |      |      |      |
| Olympische Spelen    | –    | g.t. | g.t. | g.t. | g.t. | g.t. | 2R   | g.t. | g.t. | g.t. | g.t. | –    | g.t. | g.t. |      |
| Statistieken         |      |      |      |      |      |      |      |      |      |      |      |      |      |      |      |
| Totaal aantal titels | 1    | 0    | 0    | 0    | 0    | 1    | 1    | 0    | 1    | 3    | 1    | 3    | 1    | 5    |      |
| Eindejaarsranking    | 52   | 165  | 179  | 139  | 60   | 70   | 70   | 113  | 43   | 34   | 43   | 22   | 45   |      |      |